# Diosa Canales
Dioshaily Rosfer Canales Gil (El Tigre, Anzoátegui, 11 de enero de 1987), más conocida como Diosa Canales, es una cantante, actriz, modelo y vedette venezolana. A lo largo de su carrera, ha aparecido en la portada de la revista estadounidense Playboy de México y Venezuela.
En 2011, comenzó su carrera como cantante, con sencillos de éxito como «En cuerpo y alma» y «Mala», y se ha presentado en varias ocasiones en Venezuela, Perú, Colombia y México. Algunos medios la han denominado como «la Bomba Sexy de Venezuela».

## Vida personal
Canales nació en El Tigre, Venezuela. A los 16 años de edad tuvo un percance personal, después que fueron publicadas fotos en donde aparecía completamente desnuda en su localidad.
El 11 de enero de 2015, se casó con el ciclista y rapero venezolano José Alberto Rojas, apodado Sigi Cash o Sigiloso. El día 14 de febrero, día de san Valentín, la cantante confirmó que estaba embarazada. Su esposo publicó el video de su tema promocional «Sexo», mostrando y confirmando que era cierto, pero se formaron varios rumores sobre su veracidad, que fueron finalmente acallados cuando el 19 de septiembre se confirmó que había dado a luz un niño, al cual llamaron Jake Set.

## Carrera artística

### Primeros años
Canales trabajó como bailarina profesional en la orquesta Los Celestiales, fundada por su padre. Tiempo después se mudó a la capital venezolana, Caracas, en donde desarrolló su carrera como actriz y cantante.

### 2000-2016: inicios y resonancia por desnudos en Playboy
Canales apareció por primera vez en televisión en el programa de RCTV, Loco video loco, interpretando a una sexy limpiadora de rejas. Posteriormente integró el elenco del show de humor Cásate y Verás de Venevision, años posteriores participaria en algunos episodios de "¡A que te ríes!", uno de los programas más importantes y con mayor audiencia de Venevisión. En 2010, lanzó su primer sencillo promocional, una nueva versión del clásico «Tu boquita» de la Banda R-15.
En junio de 2011, Canales anunció en su cuenta oficial de Twitter, que haría una twitcam para un concurso que estaba siendo patrocinado por un medio de comunicación local y durante la transmisión la modelo se desnudó en frente de una audiencia de más 30.000 espectadores. Este acontecimiento, la llevó aparecer en los principales medios de comunicación, prensa y televisión del país, donde algunos la calificaron como «La Bomba Sexy de Venezuela». En septiembre de 2011, fue fichada por la revista Playboy Venezuela y posó desnuda en la edición de agosto.
Ese mismo año, lanzó su tema promocional «La falda» y colaboró con MicBabyJ en el sencillo «Rompe el celofán», que recibió buena aceptación por parte del público y le permitió viajar por varias ciudades latinoamericanas, entre ellas, La Asunción, Barinas, Maracaibo e incluso realizó un show en la ciudad de Miami, como parte de su promoción musical.
En diciembre de 2011, comenzó su faceta como escritora, publicando su libro Confesiones: Soy tu diosa.
En enero de 2012, realizó una participación especial en la telenovela de Venevisión, El árbol de Gabriel. Además, posó una vez más para la revista Playboy Venezuela, cuya edición tuvo dos formatos de portadas, siendo la segunda vez que la modelo participa en la versión venezolana de la famosa revista.
En 2014, lanzó un nuevo tema promocional «En cuerpo y alma», escrita por el cantante y compositor Yigal Di Clementi, bajo la producción de Raziel. El tema obtuvo la primera posición del top musical de Record Report en Venezuela. El video musical fue rodado por Poe Polenco en su estado natal Anzoátegui, específicamente en Puerto Píritu.
La cantante realizó una gira por diferentes estados del país y estrena otro sencillo titulado «Provoca». Participó junto a su hermana Silvia Rodríguez como bailarina para el vídeo Chevy Monte Carlos del rapero Prieto Gang, lo cual le dio la inspiración para hacer una canción juntos «Más money, más bitches» También participó en el remix de la canción «Chikilukeo» del rapero Sigiloso junto a Chimbala, Álex Fatt y Gula Maffia. 
Realizó varias presentaciones por todo el territorio nacional y volvió a México. A su regreso se presenta en el programa «La bomba» para estrenar un nuevo tema «Tiemblo» y confirma que está lista para casarse con el cantante Sigiloso.
A finales de 2015, posó nuevamente para la revista Playboy Venezuela, esta vez en compañía de su esposo Sigi Cash. y estrena el videoclip de «Mi todo».
En 2016, un dato curioso sería que la canción «Eva» del álbum Pornográfica de la banda de rock alternativo Sin Dirección estaría inspirada en la vedette venezolana. La canción sería percibida por el público como un homenaje a las mujeres en general y un retrato de las diversas sensaciones que éstas generan en los hombres desde siempre.

### 2017–presente: consolidación en el mercado musical

#### «Sexy dale», «Métele turbo» y «Provócame»
Después de realizar su gira por México a finales del año 2016 se lanza el sencillo «Sexy dale», el cual cuenta con un ritmo mucho más urbano y comercial que sus anteriores sencillos, marcando así una nueva faceta para la cantante, la canción contó con buena aceptación por parte del público general y se mantuvo como una de las más sonadas en la radios nacionales. El 29 de enero de 2017, publica otro sencillo  «Métele turbo», producido y escrito por Reggi Aponte y Marco García; en palabras de la cantante, dicha canción «es un regalo para mis fieles seguidores». El tema incluye géneros urbanos como el dembow. Actualmente la canción ya se encuentra disponible en todas las plataformas digitales. Ambos temas se mantuvieron sonando en las radios nacionales. 
En febrero de 2017,se confirma el lanzamiento del videoclip del tema «Sexy dale», bajo la dirección de Poe Polanco, por su parte la canción logró debutar al número 1 de Monitor Latino, siendo top 20 general y top 20 urbano, en su séptima semana llegó al puesto 11, para su décima semana alcanzó la máxima posición en el número 1, llegando a ser su segundo tema más popular después de «En cuerpo y alma».
A finales de 2018 la cantante decide viajar a Colombia, debido a los problemas que estaban ocurriendo en el país. Durante esto se presentó en diferentes discotecas, tascas y clubes, para promocionar y dar a conocer su música en dicha región.
Comenzando enero de 2018, publica el videoclip de «Provócame», el cual fue rodado en Colombia en la ciudad de Medellín, donde reside desde ese año, esta canción es producida y escrita por Reggi Aponte, con toques y producción de Colombia, la cual tiene un estilo urbano más lento y sensual. Esto le permitió hacer varias presentaciones como parte de la promoción de su nuevo material musical. Aparte, en su incursión en géneros como el trap, lanzando el tema «No hablen de mí».
En diciembre de ese mismo año publica en sus plataformas digitales un nuevo sencillo titulado «Mala», el cual es una mezcla de dance hall y reguetón. Escrita y producida por Dj Max y Dj Gotexx (La company) ambos productores y músicos colombianos, tema que narra la historia de una mujer muy sensual, elegante y extrovertida que donde llega es el centro de atención por su baile y su maldad, sin dejar de ser una dama.

#### Tour Mala
El 16 de junio de 2019, estrena el videoclip «Mala». Lo cual le permitió realizar una gira musical, el Tour mala, en diferentes partes de  Perú y Chile, para realizar la  de la promoción del sencillo  "mala», así como para presentar temas como «En cuerpo y alma» «Sexy dale». Esta es la primera gira que realiza después de su salida de Venezuela, la cual estuvo pautada desde el año pasado y fue cancelada por problemas de documentación.
El Tour mala contó con su esposo y cantante Sigi Cash y la artista La Tramoya, en la promoción y colaboración. Las fechas oficiales fueron del 13 al 16 de junio de 2019. El 13 se presentó en la disco Murray Arequipa, el viernes 14 en la disco Bohene en Lima, el 15 en disco Caracas Trujillo y el 16 en Chiclayo. Como parte de su promoción se inició una pequeña gira de medios, apareciendo el 3 de julio en el canal peruano de América Televisión y el 4 de julio en ATV. Por su gran impacto se confirmaron más fechas 13, 22, 23, 28 y 29 de julio de ese mismo año.
El 18 de julio posó con un leotardo negro, mallas, botas altas y una chaqueta semitransparente por las calles de Miraflores, Lima, en una sección fotográfica para la revista Caretas, durante ese momento llamando la atención de la gente, el tráfico y el público en general.
La gira seguiría por México pero la cantante no tenía la documentación requerida, pidiendo ayuda al gobierno colombiano y exponiendo todo lo ocurrido en Servicio Administrativo de Identificación, Migración y Extranjería (SAIME) de Venezuela, donde no aparece registrada, por lo cual da por terminada su gira a finales de julio. La gira contó con buena recepción e incluyó más fechas, agotando todas las entradas de cuatro de sus presentaciones.
Sus puestas en escena y bailes cargados de energía y sensualidad generaron gran atención por parte de la prensa y el público en general de dicho país.

#### «Cash»
El 18 de diciembre de 2019, pública el tema «Cash», escrito y producido por Dj Max y DJ Gotex «La company». El tema ya se había escuchado durante su gira, pero no había sido lanzado de manera oficial; después de su publicación, la cantante comentó la realización del videoclip y una versión remix, en conjunto con una gira por España, pero debido a la pandemia mundial y a que estaba embarazada, todo fue pospuesto. La canción es una mezcla de géneros urbanos trap y hip hop.

## Controversia
Algunos critican la puesta en escena de la cantante, mientras que otros felicitan a la intérprete por aventurarse en el mercado sexual usando las redes sociales como plataforma de lanzamiento, llegando al punto de «ponerse de moda».
En mayo de 2016, estalló en diferentes medios que Diosa y su esposo, Sigi Cash, habían sido detenidos en Valencia, por una denuncia presentada por su suegra. La polémica se intensificó en las redes sociales. Para entonces ambos cantantes estaban en promoción de sus temas musicales y viajan a México, de vuelta a Venezuela el cantante Sigiloso aclaró la situación comentando que el tema fue una denuncia puesta por él mismo, ya que su hija había sido abusada y se aprovecharon de la situación para dañar la imagen de ambos artistas. Por su parte Diosa aclaró que no hubo enfrentamiento, solo hubo intercambio de palabras y fue el mismo Sigilo quien separó ambas partes, para evitar mayores conflictos. Y para dar fin al tema se publicó un vídeo, en donde su madre comentó:
«Me dirijo a Venezuela, a las redes sociales. Estoy aquí, con ellos, porque de verdad estoy cansada ya del acoso que me están haciendo por las redes, en cuanto que mi hijo me propinó una golpista y Diosa cosa que es totalmente mentira hubo problemas como lo hay toda familia, y de verdad que ya está bueno de tantas mentiras…» 
De igual manera aclararon que nunca estuvieron presos, ellos mismos fueron a la fiscalía a colocar la denuncia por el hecho ocurrido con la menor de edad y aprovecharon también para referirse a los medios, que así como se encargaron de decir lo malo y dar una información incorrecta, también comenten y compartan la verdad.
En una entrevista, invitada al programa «Portada's», tuvo un pequeño altercado con la animadora Osmariel Villalobos. Sin embargo, así como empezó la discusión pronto hicieron las paces. Pero en esa misma semana en un conocido gimnasio privado en Caracas la vedette llegó al enfrentamiento físico contra la animadora, la cual presentó varios traumatismos realizados por Canales, altercado que pasó a instancias judiciales, tras denuncias presentadas por ambas partes.

## Discografía
| Álbumes de estudio - 2013: En cuerpo y alma | Sencillos - «Tu boquita» - «La falda (tanga, tanga, tanga)» - «Rompe el celofán» - «All night long» - «Paso de moda» - «En cuerpo y alma» - «Provoca» - «Tiemblo» - «Mi todo» (con Sigi Cash) - «La noche empezó» - «Sexy dale» - «Métele turbo» - «Provócame» - «No hablen de mí» - «Mala» - «Cash» |